# Enric Benavent
Enric Benavent (Valencia, 1953) è un attore spagnolo conosciuto per il suo lavoro in televisione.

## Biografia
Ha partecipato a serie TV come Reina de espadas, La mandrágora, Mi reino por un caballo, ¿Dónde esta?, La madre de di marido, Acusados, Los protegidos, Ángel o Demonio. Nel 2011 viene scelto nel ruolo di Don Pedro Mirañar per la telenovela Il segreto che gli dà molta notorietà sia in Spagna ma anche in Italia. Il suo è uno dei personaggi principali della serie, tuttavia nel 2015 dopo 1131 puntate esce di scena però successivamente torna per poche puntate ma dopo quest'ultime lascia definitivamente la soap. Ha recitato anche in film di successo come Que nos quiten lo bailao, El hombre de la nevera, El árbol de las cerezas, L'illa de l'holandès, Dripping, Ferroz, Detailes, 5 metros cuadrados. 
Ha lavorato anche in teatro.

## Filmografia

### Televisione
- 2000 Reina de Espadas, Don Federico
- 2002  ¿Dónde esta?
- 2004 La madre de mi marido
- 2006 La mandrágora, se stesso
- 2009 Acusados, Víctor Miralles
- 2010 Mi reino por un caballo, se stesso
- 2011 Los protegidos, Salvador lvador
- 2011 Ángel o demonio
- 2011-2015 Il segreto, Don Pedro Mirañar López
- 2020 Valeria , Fernando

### Cinema
- 1983 Que nos quiten lo bailao, Fray Jacinto
- 1993 El hombre de la nevera
- 1998 El árbol de las cerezas, Flequer
- 2001 L'illa de l'holandès, Paco
- 2003 Dripping
- 2007 Ferroz
- 2009 Detailes
- 2011 5 metros cuadrados, Jaime
- L'uomo dai mille volti (El hombre de las mil caras), regia di Alberto Rodríguez (2016)